# 安芸高田市

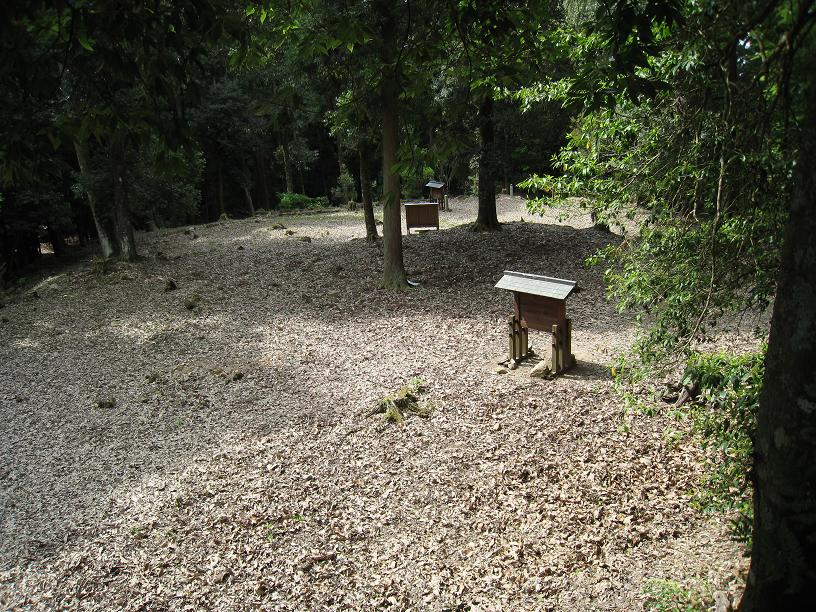
郡山城

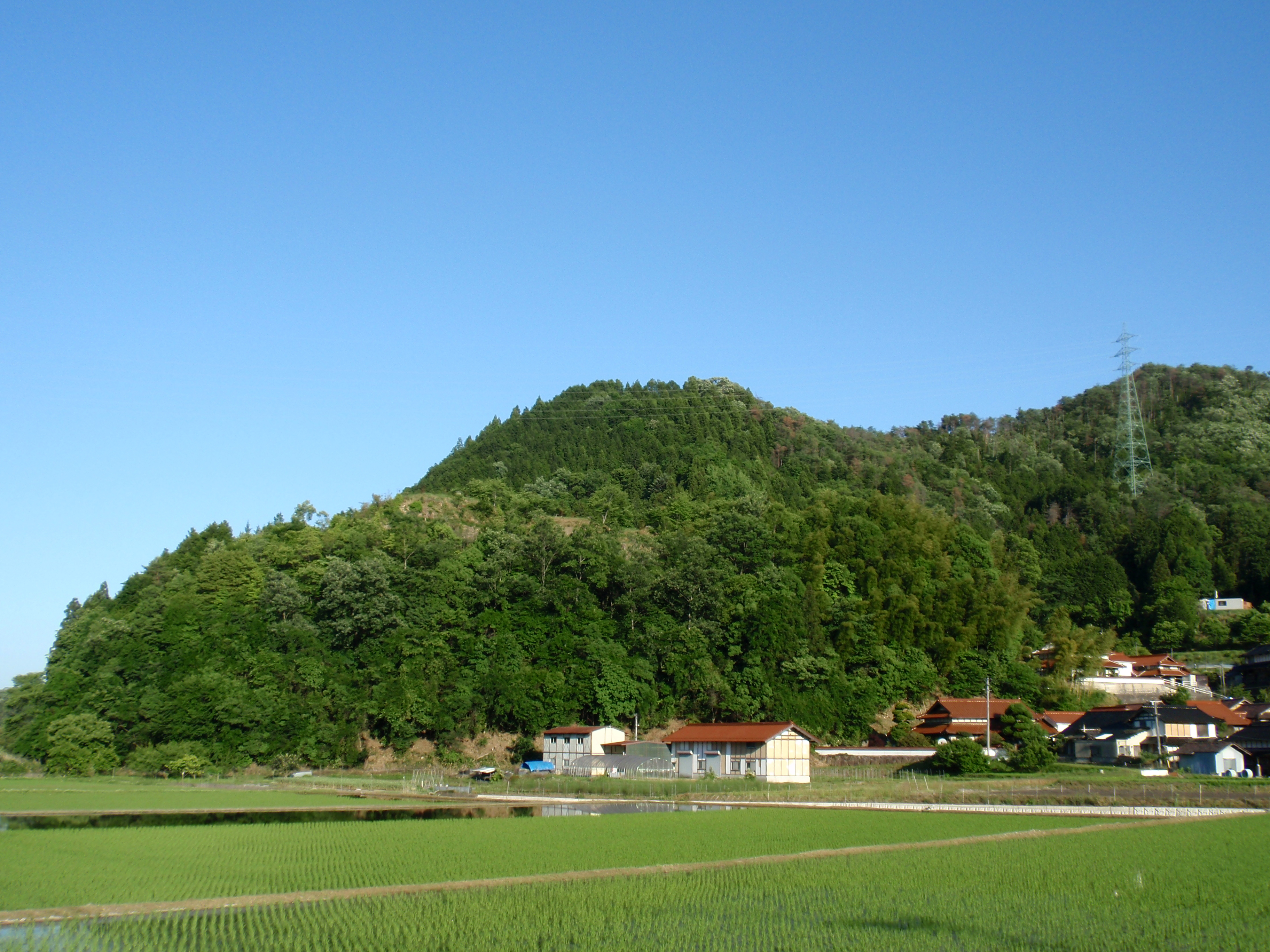
多治比猿掛城跡

安芸高田市（あきたかたし）は、広島県の北部に位置する市。戦国大名の毛利元就の本拠地として知られ、その居城でもある郡山城が所在する。

## 地理

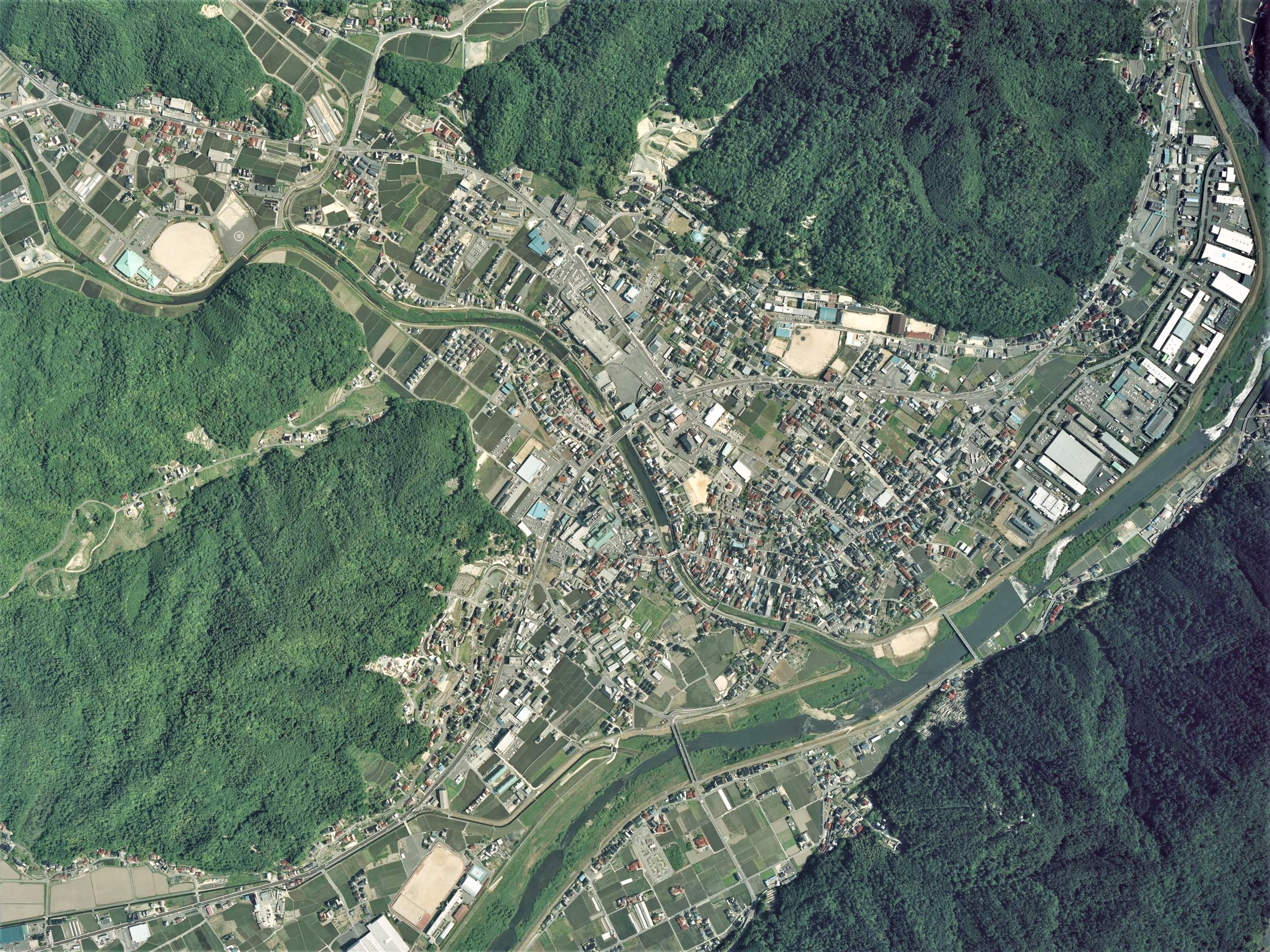
市役所の所在する旧吉田町中心部周辺の空中写真。
2005年6月9日撮影。。

中国地方の中部に位置する中国山地に囲まれた地域に位置する。市内に急峻な山岳はないが、鷹の巣山、大土山、犬伏山などの山々に囲まれており、小起伏の丘陵と小盆地が帯状に連なる。旧美土里町、旧高宮町は豪雪地帯に指定されている。
- 山：鷹ノ巣山（922m）、犬伏山（791.3m）、大土山（800m）、郡山（402m）、神ノ倉山（561m）
- 川：江の川、可愛川、多治比川
  - 太田川と江の川の分水嶺が向原町戸島泣き別れ及び八千代町上根峠に存在し、この地に降る雨はわずかな距離の差で瀬戸内海側と日本海側に水が分かたれ、下ってゆく。
- 湖沼：八千代湖（土師ダムのダム湖。財団法人ダム水源池環境整備センターのダム湖百選に選ばれている。）

## 沿革
- 2004年（平成16年）3月1日
  - 高田郡吉田町、八千代町、美土里町、高宮町、甲田町、向原町が合併（新設合併）して安芸高田市が発足。これに伴い高田郡は消滅。市名は安芸国と高田郡にちなむ。
  - 市役所は旧吉田町にある。

## 行政
- 第5代市長：藤本悦志（2024年7月8日 - ）
- 副市長：杉安明彦（2024年10月12日 - 2028年10月11日、任期4年）元・安芸高田市総務部長[2]
- 教育長：猪掛公詩（2025年4月28日 - 、任期3年）前・安芸高田市企画部長[3]

- 市の日：3月1日
- 市章：スローガンは「人 輝く・安芸高田」で、一般公募2,221点から向原町在住のグラフィックデザイナーの作品が採用された。「安芸高田市」の「高」を図案化したもので、下部の円は「人々と自然」・「信頼と協働」を意味している。

## 議会

### 安芸高田市議会
2024年11月17日投開票
- 定数：16人
- 任期：2024年12月1日 - 2028年11月30日
- 議長：石飛慶久
- 副議長：秋田雅朝

### 広島県議会
2023年広島県議会議員選挙
- 選挙区：安芸高田市選挙区
- 定数：1人
- 投票日：2023年4月9日
無投票当選：玉重輝吉

2020年広島県議会議員補欠選挙
- 選挙区：安芸高田市選挙区
- 定数：1人
- 任期：2020年4月12日 - 2023年4月29日
- 投票日：2020年4月12日
- 当日有権者数： 23,699人
- 投票率：48.22％

| 候補者名 | 当落 | 年齢 | 党派名 | 新旧別 | 得票数  |
| -------- | ---- | ---- | ------ | ------ | ------- |
| 玉重輝吉 | 当   | 47   | 無所属 | 新     | 6,367票 |
| 熊高慎二 | 落   | 41   | 無所属 | 新     | 4,821票 |

2019年広島県議会議員選挙
- 定数：1人
- 選挙区：安芸高田市選挙区
- 任期：2019年4月30日 - 2023年4月29日
- 投票日：2019年4月7日

| 候補者名 | 当落 | 年齢 | 所属党派   | 新旧別 | 得票数 |
| -------- | ---- | ---- | ---------- | ------ | ------ |
| 児玉浩   | 当   | 55   | 自由民主党 | 現     | 無投票 |

### 衆議院
- 選挙区：広島3区（広島市（安佐南区、安佐北区）、安芸高田市、山県郡）
- 任期：2021年10月31日 - 2025年10月30日
- 投票日：2021年10月31日
- 当日有権者数：360,198人
- 投票率：51.07％

| 当落 | 候補者名       | 年齢 | 所属党派                            | 新旧別 | 得票数   | 重複 |
| ---- | -------------- | ---- | ----------------------------------- | ------ | -------- | ---- |
| 当   | 斉藤鉄夫       | 69   | 公明党                              | 前     | 97,844票 |      |
|      | ライアン真由美 | 58   | 立憲民主党                          | 新     | 53,143票 | ○    |
|      | 瀬木寛親       | 57   | 日本維新の会                        | 新     | 18,088票 | ○    |
|      | 大山宏         | 73   | 無所属                              | 新     | 3,559票  |      |
|      | 矢島秀平       | 29   | NHKと裁判してる党弁護士法72条違反で | 新     | 2,789票  | ○    |
|      | 玉田憲勲       | 64   | 無所属                              | 新     | 2,251票  |      |

## 人口
| |                                            |  |
| 安芸高田市と全国の年齢別人口分布（2005年） | 安芸高田市の年齢・男女別人口分布（2005年） |  |
| ■紫色 ― 安芸高田市 ■緑色 ― 日本全国 | ■青色 ― 男性 ■赤色 ― 女性                  |  |
| 安芸高田市（に相当する地域）の人口の推移 \| 1970年（昭和45年） \| 38,541人 \| \| \| 1975年（昭和50年） \| 37,304人 \| \| \| 1980年（昭和55年） \| 36,984人 \| \| \| 1985年（昭和60年） \| 36,929人 \| \| \| 1990年（平成2年） \| 36,115人 \| \| \| 1995年（平成7年） \| 35,821人 \| \| \| 2000年（平成12年） \| 34,439人 \| \| \| 2005年（平成17年） \| 33,096人 \| \| \| 2010年（平成22年） \| 31,487人 \| \| \| 2015年（平成27年） \| 29,488人 \| \| \| 2020年（令和2年） \| 26,448人 \| \| |                                            |  |
| 総務省統計局 国勢調査より |                                            |  |
| 1970年（昭和45年） | 38,541人                                   |  |
| 1975年（昭和50年） | 37,304人                                   |  |
| 1980年（昭和55年） | 36,984人                                   |  |
| 1985年（昭和60年） | 36,929人                                   |  |
| 1990年（平成2年） | 36,115人                                   |  |
| 1995年（平成7年） | 35,821人                                   |  |
| 2000年（平成12年） | 34,439人                                   |  |
| 2005年（平成17年） | 33,096人                                   |  |
| 2010年（平成22年） | 31,487人                                   |  |
| 2015年（平成27年） | 29,488人                                   |  |
| 2020年（令和2年） | 26,448人                                   |  |

旧6町の人口推移（国勢調査）
| 1960年の人口比 1960年国勢調査 6町合計：49715人 吉田町：12708人 (25.6%) 八千代町：4721人 (9.5%) 美土里町：6718人 (13.5%) 高宮町：9301人 (18.7%) 甲田町：8522人 (17.1%) 向原町：7745人 (15.6%) | 合併前の人口比 2000年国勢調査 高田郡：34439人 吉田町：11632人 (33.8%) 八千代町：4450人 (12.9%) 美土里町：3423人 (9.9%) 高宮町：4408人 (12.8%) 甲田町 ：5793人 (16.8%) 向原町：4733人 (13.7%) | 2015年の人口比 2015年10月住民基本台帳 安芸高田市：30251人 吉田町：10904人 (36.0%) 八千代町：3733人 (12.3%) 美土里町：2850人 (9.4%) 高宮町：3595人 (11.9%) 甲田町 ：5153人 (17.0%) 向原町：4016人 (13.3%) |

## 隣接している自治体・行政区
広島県
- 広島市（安佐北区）
- 東広島市
- 三次市
- 山県郡北広島町

島根県
- 邑智郡邑南町

## 経済

### 産業
- 農業

シイタケ、アスパラガス、ナシ、リンゴ、ハブソウ茶、ユズ、コメ
- 水産業

鮎、ヤマメ、イワナ
- 加工品

日本酒（喜美福、三矢の訓、百万一心、向井桜、神の蔵、山陽愛泉）、味噌、醤油、豆腐
- 産業人口（2005年総計調査）
  - 第一次産業 - 3,252人（18.9%）
  - 第二次産業 - 4,922人（28.6%）
  - 第三次産業 - 8,994人（52.2%）
  - 就業人口 - 17,232人

## 姉妹都市・提携都市
- セルウィン町（Selwyn District、ニュージーランド）

（1992年9月9日高宮町）
- 防府市（山口県）- （1971年7月16日吉田町）

さらに、姉妹校として、安芸高田市立吉田中学校とダーフィールドハイスクールなどがある。

## 地域

### 市外局番
市外局番は0826（40 - 59）となっている。
- 0826（40 - 59）エリア
  - 安芸高田市

### 郵便番号
郵便番号は、以下の通りとなっている。
- 吉田郵便局:731-05xx、731-03xx、739-11xx（旧729-64、739-11）、739-12xx
- 横田郵便局:731-06xx
- 生桑郵便局:731-07xx
- 高宮郵便局:739-18xx（旧729-65）

### 警察
- 安芸高田警察署

### 教育

#### 高等学校
- 広島県立吉田高等学校
- 広島県立向原高等学校

#### 中学校
- 安芸高田市立吉田中学校
- 安芸高田市立八千代中学校[7]
- 安芸高田市立美土里中学校
- 安芸高田市立高宮中学校
- 安芸高田市立甲田中学校
- 安芸高田市立向原中学校

#### 小学校
- 安芸高田市立吉田小学校[8]
- 安芸高田市立可愛小学校
- 安芸高田市立郷野小学校
- 安芸高田市立八千代小学校
- 安芸高田市立美土里小学校
- 安芸高田市立高宮小学校
- 安芸高田市立甲田小学校
- 安芸高田市立向原小学校

#### 幼稚園
- 吉田幼稚園
- ひの川幼稚園

## 交通

### 鉄道
- 西日本旅客鉄道（JR西日本）
  - 芸備線：（三次方面） - 甲立駅 - 吉田口駅 - 向原駅 - （広島方面）
- 廃止された鉄道路線
  - 三江線：式敷駅 - 信木駅 - 所木駅 - 船佐駅
    - その他、作木口駅 - 香淀駅間で当市（高宮町川根）を通過していた。

  - 中心地区となる、吉田町には駅がない。駅は、実際の吉田町への入り口にあたる場所よりも1kmほど南側（広島寄り）に位置している。これは、吉田町への分岐線を建設することを考慮したためである。そのため、JTB時刻表には、安芸高田市役所前バス停が中心駅として記載されている[注釈 1]。
  - 甲田町役場（現：安芸高田市役所 甲田支所）の最寄駅は甲立駅、向原町役場（現：安芸高田市役所 向原支所）の最寄駅は向原駅である。このほか、三江線船佐駅は、高宮町役場の最寄駅として機能していた。

### 道路
高速道路
- 中国自動車道
- 大阪・三次方面 - 高田IC - 本郷PA - 千代田・広島方面

一般国道
- 国道54号（国道183号）
- 国道433号（国道434号）

主要地方道
- 広島県道・島根県道4号甲田作木線*
- 島根県道・広島県道5号浜田八重可部線
- 広島県道・島根県道6号吉田邑南線*（美土里町生田（国道433号・国道434号重用区間）以南が広島県管理、以北が安芸高田市管理。）
- 広島県道29号吉田豊栄線
- 広島県道37号広島三次線
- 広島県道52号世羅甲田線*
- 広島県道64号三次美土里線
- 広島県道68号大林井原線
- 広島県道69号千代田八千代線*
- 広島県道80号東広島向原線*

一般県道
- 島根県道・広島県道109号邑南高宮線
- 広島県道・島根県道112号三次江津線
- 広島県道179号下北甲田線
- 広島県道212号吉田口停車場線
- 広島県道318号上入江吉田線
- 広島県道319号勝田吉田線
- 広島県道320号浅塚横田線
- 広島県道321号金屋壬生線
- 広島県道322号北船木線
- 広島県道323号中北川根線
- 広島県道325号船木上福田線
- 広島県道326号原田吉田線
- 広島県道327号古屋吉田線
- 広島県道328号志和口向原線
- 広島県道438号羽出庭向原線

(*マークを付けた主要地方道および一般県道の市内の区間の維持管理権限は2005年6月1日から広島県から安芸高田市に移管されている。
道の駅
- 北の関宿安芸高田（高田IC東）
- 三矢の里あきたかた

### バス

#### 高速バス
- 広島 - 三次 - 庄原 - 東城線（備北交通・広島電鉄）
  - 広島駅・広島バスセンター・千代田BS方面 - 美土里BS - 高宮BS - 三次駅方面

#### 一般路線バス
- 広電バス[10]

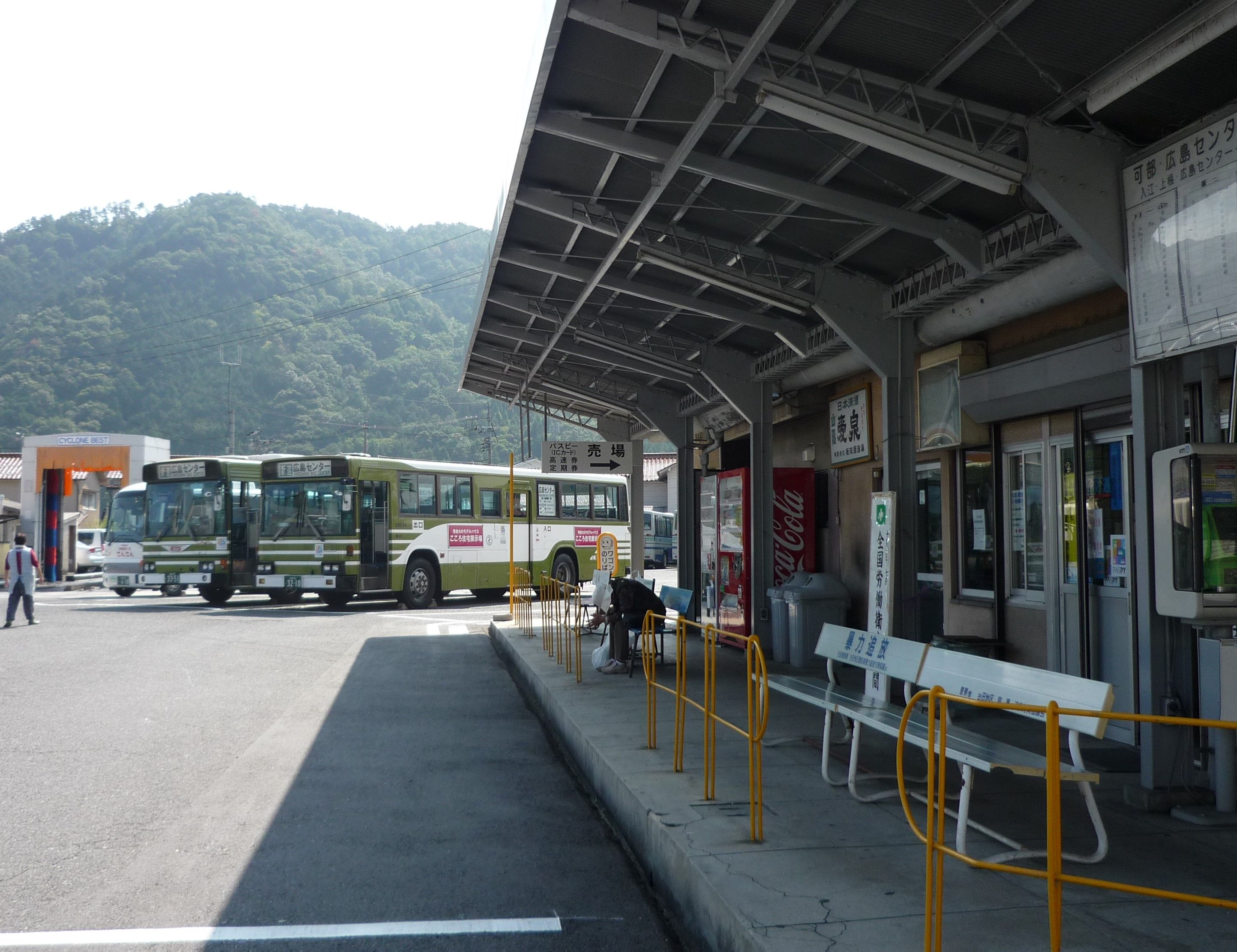
吉田バスセンター（広電吉田出張所）

  - 72 上根・吉田線：広島バスセンター・横川駅前・可部駅前・大林方面 - 畑入口 - 八千代支所前 - 愛郷小学校（道の駅三矢の里あきたかた） - 安芸高田市役所前 - 広電吉田出張所
- 備北交通
  - 高田南部線：北部医療センター・河戸帆待川駅・可部上市方面 - 上根バイパス - 志屋・梶名・井原市駅前方面 - 下長田 - 向原農協前 - 向原駅 - 城平 - 吉田口駅 - 高屋 - 吉田出張所 - 安芸高田市役所 - 吉田病院 - 吉田出張所
  - 三城線（三次-吉田）：吉田出張所 - 吉田病院 - 安芸高田市役所 - 吉田出張所 - 甲立駅前 - 甲立支所 - 川地中学入口 - 三次駅前（・三次中央病院）方面
- 八重タクシー
  - 畑壬生線
- お太助バス[11]
  - 芸北タクシー：風の谷内山線、美土里中央線、式敷線
  - ニコニコタクシー：曽我神社線、津々羅線
  - 高宮中央交通：船佐線
  - 高宮中央タクシー：式敷駅線、船佐駅線
  - 三ツ矢タクシー：上有留線
  - 甲立タクシー：出口線
  - 芸北タクシー・甲立タクシー：式敷三次線

- お太助ワゴン（吉田町中心区域、吉田八千代区域、甲田町中心区域、甲田向原区域、高宮甲田区域、美土里区域）
- もやい便（川根振興協議会）
- 友愛とろっこ便（智教寺振興会）

## 名所・旧跡・観光スポット・祭事・催事
史跡

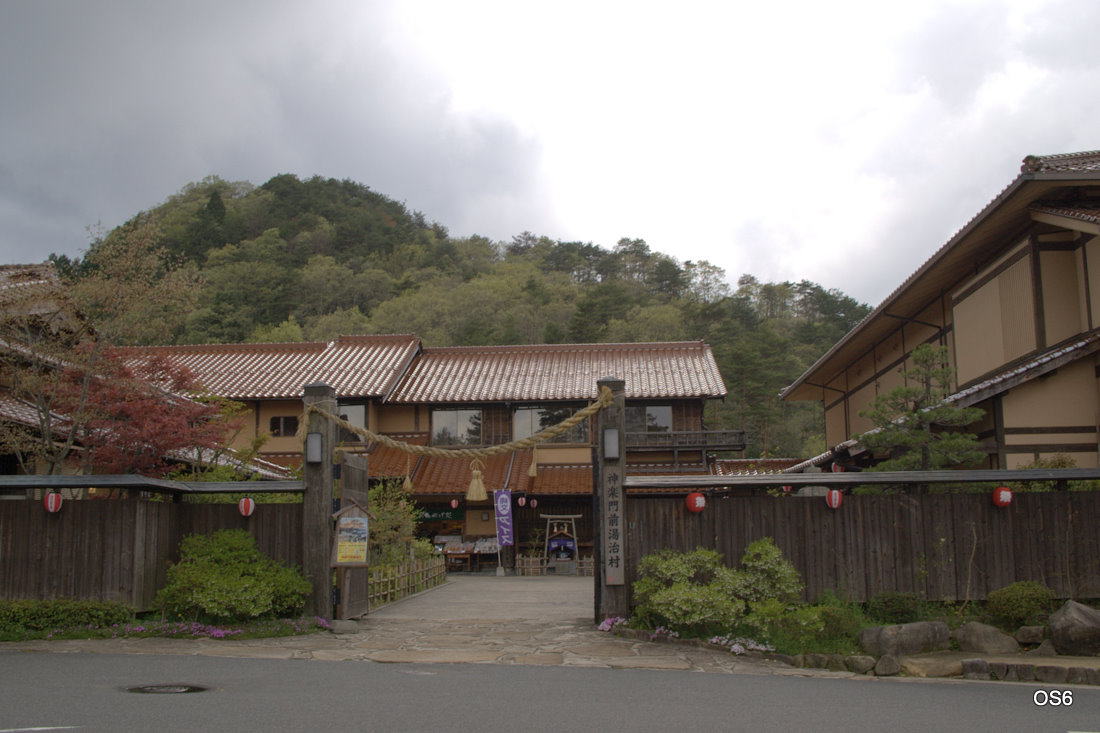
神楽門前湯治村

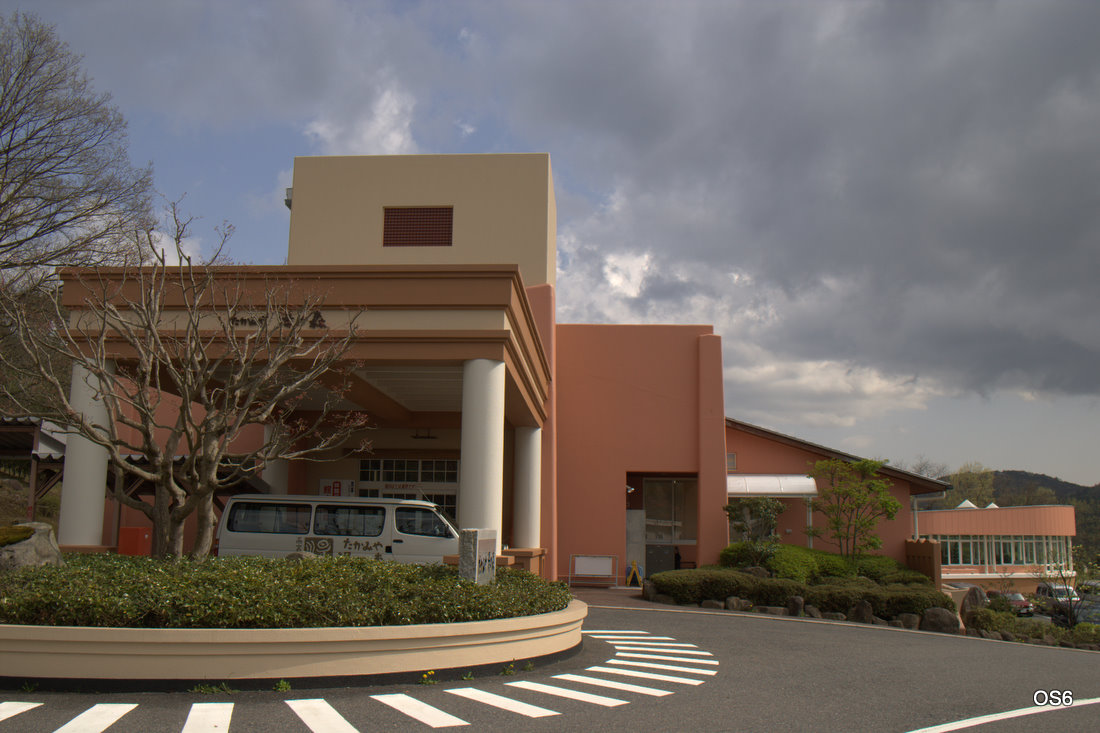
たかみや湯の森

- 郡山城跡（戦国大名毛利氏の本拠地、国の史跡、日本100名城）
- 猿掛城跡（毛利元就の青年期の居城、国の史跡）
- 鈴尾城＜福原城＞跡（県指定史跡）、福原氏墓所（市の史跡）
- 桂城跡（桂氏居城、市の史跡）
- 毛利元就墓所、毛利一族墓所、毛利隆元墓所
- 郡山合戦古戦場
- 尼子陣所跡（風越山城、光井山城、青山城）
- 五龍城跡（宍戸氏居城、県指定史跡）
- 松尾城跡（高橋氏居城、県指定史跡）
- 尼子氏三兄弟ゆかりの墓
- 甲立古墳（4世紀後半の大型前方後円墳、国の史跡）
- 千川古墳（市の史跡）

名所、観光スポット
- 安芸高田市歴史民俗博物館
- 神楽門前湯治村
- たかみや湯の森
- 安芸高田市サッカー公園
- 鷹ノ巣山
- 三瓶山
- 吉田運動公園
- 土師ダム（はじだむ）
- 湧永満之記念庭園（湧永製薬）
- TS-タカタサーキット
- のどごえ公園[12]
- 丸山公園[13]
- 八千代の丘美術館
- 八千代湖[14]
- ほととぎす遊園

神社・寺院
- 清神社（毛利氏祈願所）
- 宮崎神社（毛利氏の氏神）
- 佐々井厳島神社
- 高林坊

祭事・催事
- ひろしま安芸高田神楽

## スポーツ

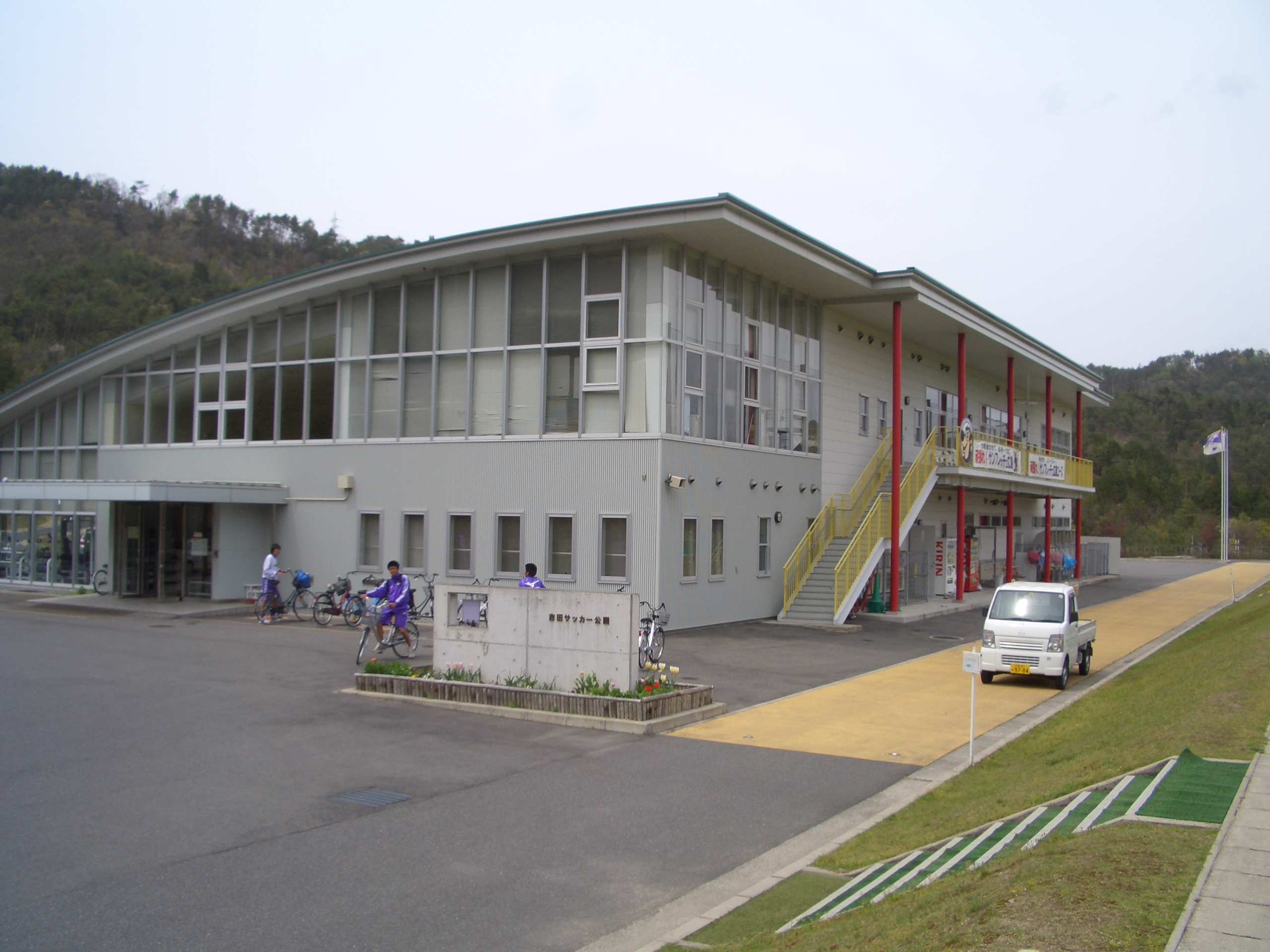
安芸高田市サッカー公園

市内には全国的なスポーツリーグに参加するチームの拠点があり、それぞれを「○○の町」として展開している。
甲田町 - ハンドボール
日本ハンドボールリーグに所属する湧永製薬ハンドボール部の本拠地であり、同社工場内の湧永満之記念体育館を練習拠点に活動している。
1976年（昭和51年）、活動拠点になやまされた湧永HCは、湧永製薬創業者の湧永満之の生まれ故郷である甲田町に拠点を移して同地で活動を開始、日本リーグの強豪として数度優勝している。1978年（昭和53年）から、甲立小、小田小、小田東小を対象に、ハンドボール教室を開始し、現在は甲田中や向原高でも指導している。
吉田町 - サッカー
Jリーグのサンフレッチェ広島のマザータウンであり、同町内の吉田サッカー公園（現・安芸高田市サッカー公園）を練習拠点に活動している。
1992年（平成4年）4月、サンフレッチェは広島市をホームタウンとして誕生した。クラブ名は毛利元就の故事「三本の矢」にちなんで命名され（「サン」は日本語の「三」、「フレッチェ（複：frecce）」はイタリア語で「矢」の複数形）、このことから元就ゆかりの地である吉田町とサンフレッチェとの交流が始まった。その中で1993年（平成5年）9月、吉田町がサッカー公園の整備を行い、サンフレッチェのトップチームの練習拠点とユースチーム育成の拠点を、町内に置くことが決められた。

## 著名な出身者
- 毛利元就（武将）
- 毛利隆元（武将）
- 吉川元春（武将）
- 小早川隆景（武将）
- 毛利輝元（武将）
- 石丸伸二（第4代安芸高田市長）
- 土生玄碩（眼科医）
- 田丸美寿々（元アナウンサー）
- 三上義夫（数学史家）
- 西名みずほ（広島テレビアナウンサー）
- だるま二郎(元俳優)
- 堂珍嘉邦（CHEMISTRY）
- 田川伸治（DEEN)
- 角川博(演歌歌手)
- 児玉希望（日本画家）
- 柿本幸造（絵本作家）
- 高橋乗宣（経済学者）
- 湧永満之（湧永製薬創業者）
- 中島啓之（中央競馬元騎手）
- 中島敏文（中央競馬元調教師）
- 咽声忠左衛門[15]（農業用水の建設に尽力した農民）

## 安芸高田市を舞台とする作品

### ドキュメンタリー
- 新日本紀行「自画像の歳月〜広島県吉田町〜」（1979年、NHK）[8]